# 富尔杜治 (路易斯安那州)
富尔杜治（英語：Fordoche），是美国路易斯安那州下属的一座城市。根据2010年美国人口普查，该市有人口928人。建置上，属于“town”。